# Department of Defense Architecture Framework

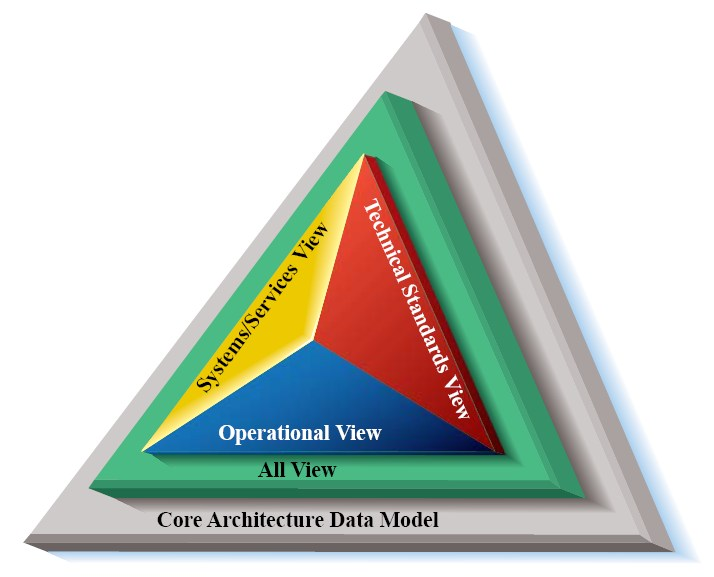
Diagram DoDAF

DoDAF, Department of Defense Architecture Framework je architektonický rámec a konceptuální model pro vývoj informačních systémů ministerstva obrany Spojených států amerických. Představuje ucelenou metodiku vývoje softwaru.

## Základní informace
DoDAF je ucelený architektonický rámec (framework) a konceptuální model, který vznikl v první polovině 90. let jako standard pro vývoj informačních systémů ministerstva obrany Spojených států amerických (odtud také jeho název). Je však využíván jako standard také například v Austrálii nebo Velké Británii.
DoDAF umožňuje snadnější a systematický vývoj architektury informačních systémů prostřednictvím modelů (do verze DoDAF v2.0 nazývané jako produkty). Vyhotovený model je v terminologii DoDAF nazýván jako view – pohled. Modely jsou uspořádány do tzv. viewpointů (do verze DoDAF v2.0 byl používán termín view, což bylo s ohledem na ISO standardizaci změněno).
DoDAF má zajistit jednotnou a standardizovanou vizualizaci informačního systému. Účelem různých pohledů (s různou úrovní detailu) je vizualizace, snadnější návrh a porozumění často složitých a rozsáhlých systémů. Stejně tak mohou sloužit k integraci s dalšími systémy. Modely popisují architekturu systému pomocí různých artefaktů. Těmito artefakty jsou různé popisy, tabulky, grafy a diagramy. DoDAF typicky nedefinuje přesnou formu daných modelů, ale pouze co a na jaké úrovni má být modelem popsáno. Pro vytvoření model lze použít např. UML. Stejně tak DoDAF nepředepisuje, které modely musí být použity. Podmnožina použitých modelů závisí na konkrétním účelu.
Kromě modelů definovaných přímo v DoDAF v rámci některého viewpointu (v terminologii DoDAF tzv. DoDAF-described Models) je od v2.0 umožněno vytvářet v případě potřeby vlastní uživatelské viewpointy (tzv. Fit-for-Purpose Views) pro snazší pochopení architektury.

## Historie
DoDAF vychází z mezinárodně uznávaného standardu TOGAF pro řízení tvorby podnikové architektury. DoDAF vznikal v 90. letech pod názvem C4ISR, v červnu 1996 byla uvolněna jeho první verze – C4ISR v1.0. Standard byl dále vylepšován tak, aby zohledňoval potřeby armády a v prosinci 1997 byla uvolněna jeho druhá verze (C4ISR v2.0). Restrukturalizací C4ISR v2.0 pak vznikl DoDAF v1.0 uvolněný v srpnu 2003.
Aktuální verze DoDAF je v2.02, která byla uvolněna v srpnu 2010. Verze V2.0 se zaměřuje více na data oproti v1.0, která byla produktově orientovaná – odtud také změna některé terminologie a klíčových viewpoints. Oproti v1.5 je z pohledu DoDAF systémem nejen software a hardware, ale také vše co se systémem kooperuje (např. uživatelé). Modely DoDAF v2.02
V roce 2005 se od DoDAF oddělil MODAF (British Ministry of Defence Architecture Framework) jako standard pro ministerstvo obrany Spojeného království. Modely standardu MODAF byly naopak zpětně převzaty při vytváření specifikace DoDAF v2.02.